# Hłupanin
Hłupanin (Łopunin) – dawna wieś, którą położona była nad rzeką Uście około 2 km na północ od Holczy a na południe od wsi Iwaczków (uk. Івачків) w rejonie zdołbunowskim obwodu rówieńskiego współczesnej Ukrainy. Obecnie na obszarze wsi Mirotyn (Миротин).
Wieś należała do Kierdejów Tajkurskich i Czapliców (w latach 70. XVI w. do Teodora Czaplica). Wieś położoną w powiecie łuckim województwa wołyńskiego kanclerz Jerzy Ossoliński w 1645 roku kupił dla syna Franciszka od księcia Jeremiego Wiśniowieckiego. W bliżej nieokreslonym czasie trafiła do rąk Wiśniowieckich, Popławskich, Myszkowskich i wreszcie do rodziny Turny, od której przejął ją rząd carski. W 1802 r. wieś odsprzedana została hrabiom Ilińskim, do których należała jeszcze w II poł. XIX w. W tym czasie należała ona do powiatu ostrogskiego i znajdować się miała w niej parafialna cerkiew – w 1873 r. wybudowano nową, drewnianą cerkiew filialną. Na przełomie XIX w. i XX w. zamieszkiwało ją 402 mieszkańców, a sama stanowiła w tym czasie ...własność Towarzystwa akcyjnego, pod firmą Wilhelm Rau.